# Bodo de Janeiro de Cima
O Bodo de Janeiro de Cima é uma festa com raizes medievais. Realiza-se no dia a 20 de Janeiro na aldeia de Janeiro de Cima no concelho do Fundão. No Bodo, fazem-se oferendas de merendas de pão e vinho com o intuito de afastar a epidemia.
Os habitantes da aldeia levam os sacos com as merendas às costas ou na cabeça e seguem ordenados em duas filas paralelas enquanto cantam e rezam e dão uma volta à zona antiga da aldeia. O estandarte vai à frente e o santo segue atrás da procissão. Vários participantes levam nas mãos velas acesas.
Este Bodo tem origem numa lenda que conta que, no século XVIII, a aldeia de Janeiro de Cima, foi salva de uma epidemia pela imagem de São Sebastião.